# John Laurinaitis
John Joseph Laurinaitis (Filadélfia, 31 de julho de 1962) é um lutador de wrestling profissional aposentado e executivo estadunidense. Foi vice-presidente executivo de Relações de Talentos da WWE, também foi "General Manager" da WWE Raw e WWE SmackDown de 2014, até que Vince McMahon o demitisse após The Big Show perder para John Cena no No Way Out. Sob o nome de Johnny Ace, Laurinaitis lutou em promoções como National Wrestling Alliance (NWA) e All Japan Pro Wrestling (AJPW). Ele é creditado como sendo o inventor do movimento  "Cutter", chamado por si mesmo como "Ace Crusher". Ele é o irmão mais novo de Joe Laurinaitis (Road Warrior Animal; dos Road Warriors), e tio de James Laurinaitis, jogador do St. Louis Rams. Antes de ser contratado pela WWE, Laurinaitis foi um executivo da World Championship Wrestling (WCW).

## Carreira

### National Wrestling Alliance (1986–1990)
John Laurinaitis começou a lutar em 1986 como Johnny Ace. No começo, enquanto lutava na Florida Championship Wrestling Ace frequentemente lutava em dupla com seu irmão Marcus Laurinaitis (vulgo The Terminator). Mais tarde, na Jim Crockett Promotions da NWA ele formou uma dupla com Shane Douglas chamada "The Dynamic Dudes". Eles tinham como manager Jim Cornette até este lhes trocar por Bobby Eaton e Stan Lane.

### All Japan Pro Wrestling (1990–2000)
Com a All Japan Pro Wrestling abandonando a NWA em 1990, Laurinaitis decidiu ficar na promoção japonesa, se aliando a Dan Spivey, Kenta Kobashi, "Dr. Death" Steve Williams e Mike Polchlopek (vulgo Mike Barton).

### World Championship Wrestling (2000–2001)
Laurinaitis se aposentou em 2000, após a separação da All Japan Pro Wrestling e da Pro Wrestling Noah. Ele foi contratado pela World Championship Wrestling para substituir Vince Russo como roteirista-chefe.

### World Wrestling Federation / World Wrestling Entertainment (2001–presente)

#### Bastidores (2001–presente)
Ele se tornou um olheiro para a WWF em 2001. Em 2004, Laurinaitis foi promovido para Vice-Presidente de Relações de Talentos. Em 2007, se tornou Vice-Presidente Sênior de Relações de Talentos. Em 2009, ele foi novamente promovido para Vice-Presidente Executivo de Relações de Talentos.

#### História com CM Punk, John Cena e Triple H (2011)
No Raw de 27 de junho de 2011, Laurinaitis foi mencionado por CM Punk em um discurso, sendo insultado e chamado de bajulador de Vince McMahon. Laurinaitis apareceria no Money in the Bank, seguindo ordens de McMahon para parar injustamente a luta entre Punk e John Cena. Laurinaitis acabou sendo nocauteado por Cena. No Raw da noite seguinte, Laurinaitis e McMahon anunciaram um torneio para coroar um Campeão da WWE.
No Raw de 15 de agosto, Laurinaitis convidaria Kevin Nash para uma reunião. Em 5 de setembro, Laurinaitis demitiria Triple H de seu cargo de COO.

#### Gerente Geral do Raw e SmackDown (2011-2012)
No Raw de 10 de outubro, Laurinaitis foi nomeado Gerente Geral Interino do Raw por McMahon. Na mesma noite, ele demitira Jim Ross e recontrataria R-Truth e The Miz.
Nos meses seguintes, Laurinaitis e CM Punk começariam uma rivalidade, com Punk afirmando que Laurinaitis era chato e previsível. No Raw de 26 de dezembro, Laurinaitis forçou Punk a enfrentar três lutadores: se ele vencesse os três, enfrentaria Laurinaitis. Se perdesse, teria que defender o WWE Championship. Punk derrotou Jack Swagger, mas acabou derrotado por Dolph Ziggler após interferência de Laurinaitis. Na semana seguinte, Ziggler voltou a derrotar Punk, por contagem, após interferência de Laurinaitis, que marcou para o Royal Rumble uma luta pelo título, com ele mesmo como árbitro. No Raw de 23 de janeiro, Laurinaitis deveria ter sua primeira luta em dez anos contra Punk, mas a cancelou por ter que ser avaliado por Triple H na semana seguinte, sendo substituído por seu assistente, David Otunga. Punk, no entanto, atacou Laurinaitis. No Royal Rumble, Laurinaitis deu a vitória a Punk. No Raw do dia seguinte, Laurinaitis teve sua performance como Gerente Geral avaliada por Triple H. No entanto, antes que ele pudesse ser demitido, The Undertaker interrompeu o segmento. Em 7 de fevereiro, foi anunciado no website da WWE que o conselho administrativo decidira que Laurinaitis continuaria como Gerente Geral do Raw. Ele, no entanto, resolveu que deveria se tornar Gerente Geral permanente, além de Gerente Geral do SmackDown, passando a criticar o trabalho de Theodore Long. No Elimination Chamber, Mark Henry, Alberto Del Rio e Christian se juntaram a Laurinaitis contra Long. No WrestleMania XXVIII, o time de Laurinaitis derrotou o time de Long.

## No wrestling
- Movimentos de finalização
  - Ace Crusher (Cutter, às vezes da corda mais alta) – inovado[1]
  - Ace Crusher II (Leg drop bulldog)[1]
  - Johnny Spike (Spike DDT)

- Movimentos secundários
  - Abdominal stretch
  - Big boot
  - Cobra clutch suplex

- Alcunhas
  - Mr. Excitement
  - Big Johnny

- Managers
  - Jim Cornette[13]
  - Diamond Dallas Page[14]

- Lutadores de quem foi manager
  - David Otunga
  - Big Show

- Temas de entrada
  - "Kickstart My Heart" por Mötley Crüe[15] (AJPW; 1988-2000)
  - "Fanfare to the Rule" por Jim Johnston[16](WWE; 30 de abril de 2012 - 18 de junho de 2012)

## Títulos e prêmios
- All Japan Pro Wrestling
  - AJPW All Asia Tag Team Championship (2 vezes) &ndash: com Kenta Kobashi
  - AJPW Unified World Tag Team Championship (4 vezes) &ndash: com Kenta Kobashi (2), Mike Barton (1), e Steve Williams (1)
  - Vencedor da Korakuen Hall Heavyweight Battle Royal em 2 de Janeiro (1991)[17]

- Championship Wrestling from Florida
  - FCW Tag Team Championship (2 vezes) &ndash: com The Terminator

- International Championship Wrestling Alliance
  - ICWA Florida Heavyweight Championship (1 vez)

- Oregon Wrestling Federation
  - OWF Heavyweight Championship (1 vez)

- Outros títulos
  - PWF Florida Tag Team Championship (2 vezes) – com The Terminator

- Pro Wrestling Illustrated
  - PWI o colocou na #77ª posição dos 500 melhores lutadores individuais em 1997[18]
  - PWI o colocou na #203ª posição dos 500 melhores lutadores individuais no "PWI Years" em 2003[19]

- Wrestling Observer Newsletter
  - Luta 5-Estrelas (1995) com Steve Williams vs. Mitsuharu Misawa e Kenta Kobashi em 4 de março
  - Luta 5-Estrelas (1996) com Steve Williams vs. Mitsuharu Misawa e Jun Akiyama em 7 de junho
  - Luta do Ano (1996) com Steve Williams vs. Mitsuharu Misawa e Jun Akiyama em 7 de junho

- WWE
  - Slammy Award por Segmento Exclusivo do WWE.com do Ano (2011)